# 1313
| [ Edytuj tabelę ]                          |                                                                           |
| Książę Małopolski                          | - 1306 Władysław I Łokietek 1320                                          |
| Książę Wielkopolski                        | - 1312 Władysław I Łokietek 1320                                          |
| Król Albanii                               | - 1301 Filip I 1332                                                       |
| Współksiążęta Andory                       | - 1309 Ramon Trebailla 1326 - 1302 Gaston I 1315                          |
| Król Angkoru                               | - 1307 Idradżajawarman 1327                                               |
| Król Anglii                                | - 1307 Edward II 1327                                                     |
| Król Aragonii i Walencji, hrabia Barcelony | - 1291 Jakub II Sprawiedliwy 1327                                         |
| Margrabia Brandenburgii                    | - 1293 Henryk I 1318 - 1304 Waldemar 1319                                 |
| Książę Burgundii                           | - 1306 Hugo V 1315                                                        |
| Książę Dolnej Bawarii                      | - 1309 Otto IV 1334 - 1309 Henryk XIV Bawarski 1339 - 1312 Henryk XV 1333 |
| Książę Górnej Bawarii                      | - 1294 Rudolf I 1317 - 1294 Ludwik III 1340                               |
| Cesarz Bizancjum                           | - 1282 Andronik II Paleolog 1328                                          |
| Car Bułgarii                               | - 1300 Teodor Swetosław 1322                                              |
| Cesarz Chin                                | - 1311 Renzong 1320                                                       |
| Król Cypru                                 | - 1310 Henryk II 1324                                                     |
| Król Czech                                 | - 1310 Jan Luksemburski 1346                                              |
| Król Danii                                 | - 1286 Eryk Menved 1319                                                   |
| Władca Egiptu                              | - 1310 An-Nasir Muhammad 1341                                             |
| Cesarz Etiopii                             | - 1299 Uyddym Raad 1314                                                   |
| Król Francji                               | - 1285 Filip IV Piękny 1314                                               |
| Hrabia Holandii                            | - 1304 Wilhelm III 1337                                                   |
| Cesarz Japonii                             | - 1308 Hanazono 1318                                                      |
| Kalif                                      | - 1302 Al-Mustakfi I 1340                                                 |
| Król Kastylii i Leónu                      | - 1312 Alfons XI 1350                                                     |
| Patriarcha Konstantynopola                 | - 1310 Nifon I 1314                                                       |
| Władca Korei                               | - 1308 Ch’ungsŏn 1313 - 1313 Ch’ungsuk 1330                               |
| Wielki książę litewski                     | - 1295 Witenes 1316                                                       |
| Cesarz Majapahitu                          | - 1309 Dżajanegara 1328                                                   |
| Sułtan Maroka                              | - 1310 Abu Said Usman II 1331                                             |
| Książę Mediolanu                           | - 1311 Matteo I Wielki 1322                                               |
| Książę Moskwy                              | - 1303 Jerzy Daniłowicz 1325                                              |
| Król Nawarry                               | - 1305 Ludwik I 1316                                                      |
| Król Norwegii                              | - 1299 Haakon V Długonogi 1319                                            |
| Hrabia Palatynatu                          | - 1294 Rudolf I Wittelsbach 1317                                          |
| Papież                                     | - 1305 Klemens V 1314                                                     |
| Król Portugalii                            | - 1279 Dionizy I 1325                                                     |
| Książę Rusi halickiej                      | - 1308 Andrzej II 1323 - 1308 Lew II 1323                                 |
| Cesarz Rzymski (niemiecki)                 | - 1308 Henryk VII Luksemburski 1313                                       |
| Książę Saksonii                            | - 1298 Rudolf I 1356                                                      |
| Król Serbii                                | - 1282 Stefan Urosz II 1321                                               |
| Król Szkocji                               | - 1306 Robert I 1329                                                      |
| Król Szwecji                               | - 1290 Birger I Magnusson 1318                                            |
| Sułtan Turków                              | - 1299 Osman I 1324                                                       |
| Doża Wenecji                               | - 1312 Giovanni Soranzo 1328                                              |
| Król Węgier                                | - 1308 Karol Robert 1342                                                  |
| Wielki mistrz zakonu krzyżackiego          | - 1311 Karl Bessart von Trier 1324                                        |

Rok 1313 / MCCCXIII
stulecia: XIII wiek ~
XIV wiek ~
XV wiek

lata: 1303 «
1308 «
1309 «
1310 «
1311 «
1312 «
1313
» 1314
» 1315
» 1316
» 1317
» 1318
» 1323

## Wydarzenia w Polsce
- 23 kwietnia – pierwsza wzmianka o Warszawie.
- Orneta otrzymała prawa miejskie.
- Bolesław oleśnicki został księciem oleśnickim i gnieźnieńskim.
- Po 20 kwietnia (tj. po śmierci Bolesława II) nastąpił nowy podział Mazowsza. Siemowit II, jako najstarszy, otrzymał środkową część dziedzictwa ze stolicą w Rawie Mazowieckiej.
- Bitwa pod Kłeckiem
- Polanów otrzymał prawa miejskie.

## Wydarzenia na świecie
- 24 sierpnia – w wyniku otrucia zmarł niemiecki cesarz Henryk VII Luksemburski.
- 9 listopada – Ludwik IV Bawarski pokonał swego kuzyna Fryderyka III w bitwie o Gammelsdorf.

## Urodzili się
- 15 listopada Lisan ad-Din Ibn al-Chatib – arabski historyk, poeta i mąż stanu (zm. 1375)
- Giovanni Boccaccio, włoski pisarz, autor "Dekameronu" (zm. 1375)

## Zmarli
- 20 kwietnia – Bolesław II mazowiecki, książę mazowiecki (ur. po 1251)
- 14 maja – Bolko I Opolski, książę opolski (ur. ok. 1256 r.)
- 24 sierpnia - Henryk VII Luksemburski, cesarz rzymski (ur. 1278/79)
- 3 września – Anna Przemyślidka, królowa Czech i księżna Karyntii (ur. 1290)
- 28 października – Elżbieta Tyrolska, królowa Niemiec, żona Albrechta I Habsburga (ur. ok. 1262)
- data dzienna nieznana:
  - Stefan I Kotroman, ban Bośni (ur. 1242)